# Mia Hermansson-Högdahl
Mia Hermansson-Högdahl, née Mia Hermansson le 6 mai 1965 à Göteborg, est une ancienne handballeuse suédoise qui évoluait au poste de demi-centre. Elle a été élue meilleure joueuse mondiale de l'année en 1994.
En 2014, Dagens Nyheter, un quotidien suédois, la place 98e dans un classement reprenant les 150 plus grands sportifs suédois de tous les temps, elle est la quatrième de sa discipline mais la première handballeuse.

## Palmarès

### Club
compétitions internationales
- Ligue des champions
  - Vainqueur (3) : 1993, 1994, 1995
  - Finaliste en 1996
- Vainqueur de la Coupe de l'EHF (1) : 2000

compétitions nationales
- Vainqueur du Championnat de Suède (1) : 1987
- Vainqueur du Championnat de Norvège (3) : 1988, 1990, 1998
- Vainqueur de la Coupe de Norvège (3) : 1988, 1989, 1991
- Vainqueur du Championnat d'Autriche (4) : 1993, 1994, 1995, 1996
- Vainqueur de la Coupe d'Autriche (4) : 1993, 1994, 1995, 1996

### Sélection nationale
En tant qu'entraineur adjoint de la  Norvège
- Jeux olympiques :  en 2012 et  en 2016
- Championnat du monde :  en 2011,  en 2009
- Championnat d'Europe :  en 2010,  2012

### Distinctions personnelles
- Élue meilleure joueuse mondiale de l'année en 1994 ;
  - Nommée en 1987 et 1988
- Élue meilleure handballeuse de l'année en Suède en 1985, 1987 et 1994.